# Euxootera trimaculata
Euxootera trimaculata là một loài bướm đêm trong họ Noctuidae.